# Улугушське
Улугу́шське (рос. Улугушское) — село у складі Катайського району Курганської області, Росія. Адміністративний центр Улугушської сільської ради.
Населення — 80 осіб (2010, 202 у 2002).
Національний склад станом на 2002 рік: росіяни — 88 %.